# Памятники истории и архитектуры Бийска
Памятники истории и архитектуры Бийска — здания, сооружения и мемориальные комплексы города Бийска Алтайского края. Город Бийск был основан в 1709 году, в 2009 году отметил 300-летие. Был основан как военная Бикатунская крепость. Сооружения крепости не сохранились. Наибольшая часть памятников архитектуры Бийска относится к концу XIX — началу XX веков, периоду расцвета торговли с Монголией и Китаем. В основном это здания хозяйственного назначения и жилые дома, построенные бийскими купцами. Памятники истории Бийска посвящены в основном событиям Гражданской и Великой Отечественной войн, памяти погибших в сражениях бийчан. В таблице указаны памятники, внесённые в «Список памятников истории и архитектуры города Бийска» по состоянию на 1 сентября 2009 года.
| №     | Адрес                                                               | Наименование | Иллюстрация | Тип памятника                  | Датировка                       | Автор                                               | Материал              | Решение о постановке на гос. учет муниципального значения |  |
| ----- | ------------------------------------------------------------------- | --- | ----------- | ------------------------------ | ------------------------------- | --------------------------------------------------- | --------------------- | --------------------------------------------------------- |  |
| 1     | ул. Андреевская, 15                                                 | Дом жилой |             | Памятник архитектуры           | 1898                            | неизвестен                                          | кирпич                | постановление АКЗС № 169 от 28.12.94                      |  |
| 2     | ул. Вагонная, 68. Сквер                                             | Место расстрела подпольщиков белогвардейцами. Установлен обелиск.                                                        |             | Памятник истории               | 1919                            | А.П. Марков                                         | кирпич                | решение крайисполкома № 108 от 24.03.89                   |  |
| 3     | ул. Васильева, 43                                                   | Мемориал "В честь Победы в Великой Отечественной войне (1941-1945 гг.)"                                                  |             | Памятник истории               | 1975                            | А.И. Горбунов, Н.А. Дайниченко, СМТ-122             | смешанный             | постановление АКСНД № 94 от 02.04.2001                    |  |
| 4     | пер. Гилева, 5                                                      | Здание, где была создана городская комсомольская организация                                                             |             | Памятник истории               | 15 марта 1920                   | неизвестен                                          | кирпич                | решение крайисполкома № 108 от 24.03.89                   |  |
| 5     | ул. Гилева, 8                                                       | Дом жилой |             | Памятник архитектуры           | 1900                            | неизвестен                                          | кирпич                | постановление АКЗС № 169 от 28.12.94                      |  |
| 6     | ул. Гилева, 18                                                      | Жилой дом |             | Памятник архитектуры           | 1911                            | неизвестен                                          | дерево                | постановление АКЗС № 169 от 28.12.94                      |  |
| 7     | ул. Гоголевская, 60 // Центральный, 36                              | Жилой дом |             | Памятник архитектуры           | 1902                            | неизвестен                                          | дерево                | постановление АКЗС № 169 от 28.12.94                      |  |
| 8     | ул. Гоголевская, 136                                                | Дача купеческая |             | Памятник архитектуры           | 1916                            | неизвестен                                          | дерево                | постановление АКЗС № 169 от 28.12.94                      |  |
| 9     | пл. 9 января, (ул. Горно-Алтайская, 56)                             | Дворец культуры Бийского химического комбината                                                                           |             | Памятник архитектуры           | 1950                            | Троицкий, Смалицкая, Д. Рубцов, А.П. Шиков          | кирпич                | постановление АКЗС № 83 от 11.03.98                       |  |
| 10    | ул. Динамовская, 2//пер. Фомченко, 1                                | Дом часового мастера Ерина                                                                                               |             | Памятник архитектуры           | 1910                            | неизвестен                                          | дерево                | решение крайисполкома                                     |  |
| 11    | ул. Динамовская, 3                                                  | Особняк Доброхотова Ф.Ф.                                                                                                 |             | Памятник архитектуры           | 1898                            | неизвестен                                          | кирпич                | постановление АКЗС № 169 от 28.12.94                      |  |
| 12    | ул. Заводская, 69                                                   | Жилой дом Гуляева |             | Памятник архитектуры           | 1902                            | неизвестен                                          | кирпич                | постановление АКЗС № 169 от 28.12.94                      |  |
| 13    | ул. Заводская, 71                                                   | Жилой дом Гуляева |             | Памятник архитектуры           | 1902                            | неизвестен                                          | кирпич                | постановление АКЗС № 169 от 28.12.94                      |  |
| 14    | ул. Заводская, 73                                                   | Жилой дом |             | Памятник архитектуры           | 1915                            | неизвестен                                          | дерево                | постановление АКЗС № 169 от 28.12.94                      |  |
| 15    | ул. Заводская, 80                                                   | Жилой дом |             | Памятник архитектуры           | начало XX в.                    | неизвестен                                          | дерево                | постановление АКЗС № 169 от 28.12.94                      |  |
| 16    | ул. Заводская, 81                                                   | Жилой дом |             | Памятник архитектуры           | 1906                            | неизвестен                                          | дерево                | постановление АКЗС № 169 от 28.12.94                      |  |
| 17    | ул. Заводская, 85а                                                  | Жилой дом |             | Памятник архитектуры           | 1902                            | неизвестен                                          | дерево                | постановление АКЗС № 169 от 28.12.94                      |  |
| 18    | ул. Заводская, 87                                                   | Жилой дом |             | Памятник архитектуры           | 1902                            | неизвестен                                          | кирпич                | постановление АКЗС № 169 от 28.12.94                      |  |
| 19    | ул. Заводская, 89// ул. Двойных, 12                                 | Жилой дом |             | Памятник архитектуры           | 1894                            | неизвестен                                          | дерево                | постановление АКЗС № 169 от 28.12.94                      |  |
| 20    | ул. Заводская, 92                                                   | Жилой дом |             | Памятник архитектуры           | 1903                            | неизвестен                                          | дерево                | постановление АКЗС № 169 от 28.12.94                      |  |
| 21    | ул. Заводская, 94                                                   | Дом Садакова |             | Памятник архитектуры           | 1907                            | неизвестен                                          | кирпич, дерево        | постановление АКЗС № 169 от 28.12.94                      |  |
| 22    | Исторический центр г. Бийска                                        | Территория Бийской крепости                                                                                              |             | Памятник истории               | 1768                            | неизвестен                                          |                       | постановление АКЗС ПАКЗС № 189 от 30.06.97 г.             |  |
| 23    | ул. III Интернационала, 4                                           | Жилой дом |             | Памятник архитектуры           | 1908                            | неизвестен                                          | кирпич                | постановление АКЗС № 169 от 28.12.94                      |  |
| 24    | ул. III Интернационала, 9а                                          | Усадьба наследников Измайлова: 1. Флигель                                                                                |             | Памятник архитектуры           | 1901                            | неизвестен                                          | кирпич                | постановление АКЗС № 169 от 28.12.94                      |  |
| 25    | ул. III Интернационала, 13                                          | Усадьба наследников Измайлова: 2. Дом жилой                                                                              |             | Памятник архитектуры           | 1899                            | неизвестен                                          | дерево                | постановление АКЗС № 169 от 28.12.94                      |  |
| 26    | ул. III Интернационала, 15                                          | Дом жилой |             | Памятник архитектуры           | к. XIX - н. XX в.               | неизвестен                                          | дерево                | постановление АКЗС № 169 от 28.12.94                      |  |
| 27    | ул. III Интернационала, 17                                          | Дом жилой |             | Памятник архитектуры           | 1910                            | неизвестен                                          | дерево                | постановление АКЗС № 169 от 28.12.94                      |  |
| 28    | ул. Иркутская, 1                                                    | Комплекс "Архиерейское подворье": 1. Церковь Дмитрия Ростовского                                                         |             | Памятник архитектуры           | конец XIX в                     | неизвестен                                          | кирпич                | постановление АКЗС № 169 от 28.12.94                      |  |
| 29    | ул. Иркутская, 1                                                    | Комплекс "Архиерейское подворье": 2. Катехизаторское училище                                                             |             | Памятник архитектуры           | конец XIX в.                    | неизвестен                                          | кирпич                | постановление АКЗС № 169 от 28.12.94.                     |  |
| 30    | ул. Иркутская, 1                                                    | Комплекс "Архиерейское подворье": 3. Дом архиерея                                                                        |             | Памятник архитектуры           | конец XIX в.                    | неизвестен                                          | кирпич                | постановление АКЗС № 169 от 28.12.94                      |  |
| 31    | ул. Иркутская, 1                                                    | Комплекс "Архиерейское подворье": 4.Конюшня                                                                              |             | Памятник архитектуры           | конец XIX в.                    | неизвестен                                          | кирпич                | постановление АКЗС № 169 от 28.12.94                      |  |
| 32    | ул. Иркутская, 1                                                    | Комплекс: "Архиерейское подворье": 5. Хоз.постройка                                                                      |             | Памятник архитектуры           | конец XIX в.                    | неизвестен                                          | кирпич                | постановление АКЗС № 169 от 28.12.94                      |  |
| 33    | ул. Иркутская, 1                                                    | Комплекс: "Архиерейское подворье": 6. Хоз.постройка                                                                      |             | Памятник архитектуры           | конец XIX в.                    | неизвестен                                          | кирпич                | постановление АКЗС № 169 от 28.12.94                      |  |
| 34    | ул. Иркутская, 1                                                    | Комплекс: "Архиерейское подворье": 7. Баня                                                                               |             | Памятник архитектуры           | конец XIX в.                    | неизвестен                                          | кирпич                | постановление АКЗС № 169 от 28.12.94                      |  |
| 35    | ул. Иркутская, 5                                                    | Дом Чеканова |             | Памятник архитектуры           | 1892 г.                         | неизвестен                                          | кирпич                | постановление АКЗС № 169 от 28.12.94                      |  |
| 36    | ул. Иркутская, 26                                                   | Дом Чеканова |             | Памятник архитектуры           | 1912 г.                         | неизвестен                                          | кирпич                | постановление АКЗС № 169 от 28.12.94                      |  |
| 37    | ул. Иркутская, 28, 28а // пер. Средний, 1                           | Жилой дом |             | Памятник архитектуры           | 1908 г.                         | неизвестен                                          | кирпич                | постановление АКЗС № 169 от 28.12.94                      |  |
| 38    | ул. Иркутская, 38                                                   | Жилой дом |             | Памятник архитектуры           | начало XX в.                    | неизвестен                                          | кирпич                | постановление АКЗС № 169 от 28.12.94                      |  |
| 39    | ул. Казанцева, 58                                                   | Винные склады |             | Памятник архитектуры           | 1915 г.                         | неизвестен                                          | кирпич                | постановление АКЗС № 169 от 28.12.94                      |  |
| 40    | ул. Кирова, 2, во дворе, на берегу р. Бия                           | Камень скорби на месте расстрела репрессированных в 1937 году                                                            |             | Памятник истории               | 1937, 1991 гг.                  | неизвестен                                          | гранит                | постановление АКЗС № 169 от 28.12.94                      |  |
| 41    | ул. Кирова, 2, 4                                                    | Ансамбль: 1. Магазин Морозовой Е.Г.                                                                                      |             | Памятник архитектуры           | конец XIX в                     | Автор проекта и подрядчик купец Морозов             | кирпич                | постановление А'КЗС № 169 от 28.12.94                     |  |
| 41.1  | ул. Кирова, 2,4                                                     | Ансамбль: 2. Склад |             | Памятник архитектуры           | конец XIX в                     | Автор проекта и подрядчик купец Морозов             | кирпич                | постановление АКЗС № 169 от 28.12.94                      |  |
| 41.2  | ул. Кирова, 4 // ул. Динамовская, 5                                 | Усадьба Морозовой: Особняк                                                                                               |             | Памятник архитектуры           | 1876 г.                         | неизвестен                                          | кирпич                | решение крайисполкома № 108 от 24.03.89                   |  |
| 42    | ул. Кирова, 5                                                       | Магазин Прохорова |             | Памятник архитектуры           | 1895 г.                         | неизвестен                                          | кирпич                | постановление АКЗС № 169 от 28.12.94                      |  |
| 43    | ул. Кирова, 6//ул. Динамовская, 10                                  | Здание сельхозбанка |             | Памятник архитектуры           | 1927 г.                         | неизвестен                                          | кирпич                | постановление АКЗС № 169 от 28.12.94                      |  |
| 44    | ул. Кирова, 6а                                                      | Ювелирный магазин Штофера; гостиница Макарова                                                                            |             | Памятник архитектуры           | 1895 г.-1 этаж, 1905 г - 2 этаж | неизвестен                                          | кирпич                | постановление АКЗС № 169 от 28.12.94                      |  |
| 45    | ул. Кирова, 7                                                       | Дом управляющего купца Второва                                                                                           |             | Памятник архитектуры           | 1898 г.                         | неизвестен                                          | кирпич                | постановление АКЗС № 169 от 28.12.94                      |  |
| 46    | ул. Кирова, 8 // ул. Толстого, 115                                  | Торговый дом Вьюковой |             | Памятник архитектуры           | начало XX в.                    | неизвестен                                          | кирпич                | решение крайисполкома №108 от 24.03.89                    |  |
| 47    | ул. Кирова, 12                                                      | Комплекс: 1. Гостиница                                                                                                   |             | Памятник архитектуры           | 1900 г.                         | неизвестен                                          | кирпич                | постановление АКЗС № 169 от 28.12.94                      |  |
| 47.1  | ул. Кирова, 12                                                      | Комплекс: 2. Дом жилой                                                                                                   |             | Памятник архитектуры           | 1895 г.                         | неизвестен                                          | кирпич                | постановление АКЗС № 169 от 28.12.94                      |  |
| 47.2  | ул. Кирова, 12                                                      | Комплекс: 3. Флигель |             | Памятник архитектуры           | б/д                             | неизвестен                                          | кирпич                | постановление АКЗС № 169 от 28.12.94                      |  |
| 47.3  | ул. Кирова, 12                                                      | Мемориальная доска с надписью "Здесь в 1917 году помещался штаб Красной Гвардии"                                         |             | Памятник истории               | 1918 г.                         | неизвестен                                          | кирпич                | решение крайисполкома № 962 от 20.12.49                   |  |
| 48    | ул. Кирова, 14                                                      | Дом Бодунова |             | Памятник архитектуры           | 1897 г.                         | неизвестен                                          | кирпич                | постановление АКЗС № 169 от 28.12.94                      |  |
| 49    | ул. Кирова, 15//ул. Куйбышева                                       | Жилой дом |             | Памятник архитектуры           | начало XX в.                    | неизвестен                                          | дерево                | постановление АКЗС № 169 от 28.12.94                      |  |
| 50    | ул. Кирова, 20                                                      | Жилой дом |             | Памятник архитектуры           | 1902 г.                         | неизвестен                                          | дерево                | постановление АКЗС № 169 от 28.12.94                      |  |
| 51    | ул. Кирова, 23 // ул. Мухачева, 85                                  | Жилой дом |             | Памятник архитектуры           | 1897 г.                         | неизвестен                                          | дерево                | постановление АКЗС № 169 от 28.12.94                      |  |
| 52    | Клуб сахарного завода                                               | Мемориальный комплекс в память о погибших в годы Великой Отечественной войны (1941 -1945 гг.)                            |             | Памятник истории               | 1988 г.                         | неизвестен                                          | бетон                 | постановление АКСНД № 94 от 02.04.2001                    |  |
| 53    | Клуб мясокомбината                                                  | Мемориальный комплекс в память о погибших в годы Великой Отечественной войны (1941 - 1945 гг.)                           |             | Памятник истории               | 1986 г.                         | неизвестен                                          | кирпич, бетон, мрамор | постановление АКСНД №94 от 02.04.2001                     |  |
| 54    | пер. Коммунарский, 8                                                | Жилой дом |             | Памятник архитектуры           | 1910 г.                         | неизвестен                                          | кирпич                | постановление АКЗС № 169 от 28.12.94                      |  |
| 55    | ул. Коммунальная, 4                                                 | Здание городской Управы                                                                                                  |             | Памятник архитектуры           | 1910 г.                         | неизвестен                                          | кирпич                | решение крайисполкома № 108 от 24.03.89                   |  |
| 56    | ул. Короткая, 46 //Рабочий, 7                                       | Образец застройки улицы «Особняк Кричевцева»                                                                             |             | Памятник архитектуры           | 1889 г.                         | неизвестен                                          | кирпич                | решение крайисполкома № 108 от 24.03.89                   |  |
| 57    | ул. Короткая, 48                                                    | Дом Кричевцева |             | Памятник архитектуры           | 1900 г.                         | неизвестен                                          | дерево                | решение крайисполкома № 108 от 24.03.89                   |  |
| 58    | ул. Короткая, 50 // пер. Рабочий, 1                                 | Дом Кричевцева |             | Памятник архитектуры           | 1914 г.                         | неизвестен                                          | дерево                | решение крайисполкома №108 от 24.03.89                    |  |
| 59    | ул. Красильникова, 135                                              | Дом, в котором жил революционер и участник Гражданской войны Зенькович Андрей Георгиевич                                 |             | Памятник истории               | 1912-1915 гг.                   | неизвестен                                          | дерево                | решение крайисполкома №108 от 24.03.89                    |  |
| 60    | ул. Красноармейская, 85                                             | Собор Александра Невского                                                                                                |             | Памятник архитектуры           | 1902 г.                         | неизвестен                                          | кирпич                | постановление АКЗС № 169 от 28.12.94                      |  |
| 61    | ул. Красногвардейская, 3 // Урицкого 3/1                            | Жилой дом |             | Памятник архитектуры           | 1907 г.                         | неизвестен                                          | дерево                | постановление АКЗС № 169 от 28.12.94                      |  |
| 62    | ул. Красногвардейская, 6 //ул. Урицкого, 3/1, ул. Крепостная, 10    | Жилой дом |             | Памятник архитектуры           | 1903 г.                         | неизвестен                                          | дерево                | постановление АКЗС № 169 от 28.12.94                      |  |
| 63    | ул. Красногвардейская, 8                                            | Дом Суховых |             | Памятник архитектуры           | 1912 г.                         | неизвестен                                          | кирпич                | решение крайисполкома № 106 от 24.03.89                   |  |
| 64    | ул. Красногвардейская, 10                                           | Арсенал |             | Памятник истории и архитектуры | 1810 г.                         | по заказу коменданта Бийской крепости               | кирпич                | постановление АКЗС № 169 от 28.12.94                      |  |
| 65    | ул. Красногвардейская, 28 // пер. Коммунальный, 2                   | Дом Осокиных |             | Памятник архитектуры           | начало XX в.                    | по заказу Шебалинских купцов Осокиных А.Е. и Г.Е.   | дерево                | решение крайисполкома №327 от 21.08.90                    |  |
| 66    | ул. Красногвардейская, 29                                           | Жилой дом |             | Памятник архитектуры           | 1899 г.                         | неизвестен                                          | кирпич                | постановление АКЗС № 169 от 28.12.94                      |  |
| 67    | ул. Красногвардейская, 31                                           | Жилой дом |             | Памятник архитектуры           | 1899 г.                         | неизвестен                                          | кирпич                | постановление АКЗС № 169 от 28.12.94                      |  |
| 68    | ул. Красногвардейская, 35                                           | Жилой дом |             | Памятник архитектуры           | 1910 г.                         | неизвестен                                          | дерево                | постановление АКЗС № 169 от 28.12.94                      |  |
| 69    | ул. Красногвардейская, 37 // пер. Почтовый, 10                      | Дом Собанцевых |             | Памятник архитектуры           | начало XX в.                    | неизвестен                                          | кирпич, дерево        | решение крайисполкома №327 от 21.08.90                    |  |
| 70    | ул. Красногвардейская, 41                                           | Школа музыкальная |             | Памятник архитектуры           | 1900 г.                         | неизвестен                                          | дерево                | постановление АКЗС № 169 от 28.12.94                      |  |
| 71    | ул. Красногвардейская, 57 // ул. Набережная, 26                     | Особняк Пермякова |             | Памятник архитектуры           | 1912 г.                         | неизвестен                                          | кирпич                | постановление АКЗС № 169 от 28.12.94                      |  |
| 72    | ул. Краснооктябрьская, 114                                          | Дача Васенева А.Д. |             | Памятник архитектуры           | 1910 г.                         | неизвестен                                          | дерево                | постановление АКЗС № 169 от 28.12.94                      |  |
| 73    | ул. Краснооктябрьская, 118                                          | Дача Румянцева (см. Дом Третьяка)                                                                                        |             | Памятник архитектуры           | 1903 г.                         | неизвестен                                          | дерево                | постановление АКЗС № 169 от 28.12.94                      |  |
| 73.1  | ул. Краснооктябрьская, 118                                          | Дом, в котором жил командир партизанской дивизии в годы Гражданской войны на Алтае Третьяк Иван Яковлевич                |             | Памятник истории               | 1928-1937 гг.                   | неизвестен                                          | дерево                | решение крайисполкома № 108 от 24.03.89                   |  |
| 74    | ул. Краснооктябрьская, 172                                          | Жилой дом |             | Памятник архитектуры           | 1911 г.                         | неизвестен                                          | дерево                | постановление АКЗС № 169 от 28.12.94                      |  |
| 75    | ул. Крепостная, 5 // пер. Мопровский, 5                             | Жилой дом |             | Памятник архитектуры           | 1898 г.                         | неизвестен                                          | кирпич                | постановление АКЗС № 169 от 28.12.94                      |  |
| 76    | ул. Крепостная, 6 // пер. Мопровский, 7                             | Жилой дом |             | Памятник архитектуры           | 1903 г.                         | неизвестен                                          | дерево                | постановление АКЗС № 169 от 28.12.94                      |  |
| 77    | ул. Кузнецкая, 63                                                   | Дом Палабужева |             | Памятник архитектуры           | 1900 г.                         | неизвестен                                          | кирпич, дерево        | постановление АКЗС № 169 от 28.12.94                      |  |
| 78    | ул. Кузнецкая, 64 // ул. Партизанская, 3                            | Жилой дом |             | Памятник архитектуры           | 1929 г                          | неизвестен                                          | дерево                | постановление АКЗС № 169 от 28.12.94                      |  |
| 79    | ул. Кузнецкая, 65                                                   | Жилой дом |             | Памятник архитектуры           | 1892 г.                         | неизвестен                                          | кирпич                | постановление АКЗС № 169 от 28.12.94                      |  |
| 80    | ул. Кузнецкая, 70                                                   | Жилой дом |             | Памятник архитектуры           | 1908 г.                         | неизвестен                                          | дерево                | постановление АКЗС № 169 от 28.12.94                      |  |
| 81    | ул. Куйбышева, 65 // ул. Партизанская, 18                           | Жилой дом |             | Памятник архитектуры           | конец XIX в.                    | неизвестен                                          | дерево                | постановление АКЗС № 169 от 28.12.94                      |  |
| 82    | ул. Куйбышева, 66а // пер. Тракторный, 16                           | Дом Кутергина |             | Памятник архитектуры           | 1892 г.                         | неизвестен                                          | кирпич                | решение крайисполкома №108 от 24.03.89                    |  |
| 83    | ул. Куйбышева, 83                                                   | Жилой дом |             | Памятник архитектуры           | 1902 г.                         | неизвестен                                          | дерево                | постановление АКЗС № 169 от 28.12.94                      |  |
| 84    | ул. Куйбышева, 83а, 85 // пер. Фомченко, 8                          | Жилой дом |             | Памятник архитектуры           | 1902 г.                         | неизвестен                                          | дерево                | постановление АКЗС № 169 от 28.12.94                      |  |
| 85    | ул. Куйбышева, 87                                                   | Жилой дом |             | Памятник архитектуры           | 1906 г.                         | неизвестен                                          | дерево                | постановление АКЗС № 169 от 28.12.94                      |  |
| 86    | ул. Куйбышева, 89                                                   | Дом Асанова |             | Памятник архитектуры           | 1904 г.                         | неизвестен                                          | дерево                | решение крайисполкома № 108 от 24.03.89                   |  |
| 87    | ул. Куйбышева, 91                                                   | Жилой дом |             | Памятник архитектуры           | 1913 г.                         | неизвестен                                          | дерево                | постановление АКЗС № 169 от 28.12.94                      |  |
| 88    | ул. Куйбышева, 92                                                   | Жилой дом |             | Памятник архитектуры           | 1982 г.                         | неизвестен                                          | кирпич, дерево        | постановление АКЗС № 169 от 28.12.94                      |  |
| 89    | ул. Куйбышева, 94                                                   | Дом Дерябина |             | Памятник архитектуры           | 1900 г.                         | неизвестен                                          | дерево                | решение крайисполкома № 108 от 24.03.89                   |  |
| 90    | ул. Куйбышева, 98 а                                                 | Жилой дом |             | Памятник архитектуры           | 1899 г.                         | неизвестен                                          | кирпич                | постановление АКЗС № 169 от 28.12.94                      |  |
| 91    | ул. Куйбышева, 99                                                   | Особняк Осипова А.В. |             | Памятник архитектуры           | 1903 г.                         | неизвестен                                          | дерево                | постановление АКЗС № 169 от 28.12.94                      |  |
| 92    | ул. Куйбышева, 119// ул. Турусова, 23                               | Жилой дом |             | Памятник архитектуры           | 1905 г.                         | неизвестен                                          | дерево                | постановление АКЗС № 169 от 28.12.94                      |  |
| 93    | ул. Куйбышева, 121 // ул. Турусова,25                               | Жилой дом |             | Памятник архитектуры           | 1905 г.                         | неизвестен                                          | кирпич                | постановление АКЗС № 169 от 28.12.94                      |  |
| 94    | ул. Ленина, 85 //пер. Тракторный, 9                                 | Дом Халтурина |             | Памятник архитектуры           | 1904 г.                         | неизвестен                                          | кирпич                | решение крайисполкома №108 от 24.03.89                    |  |
| 95    | ул. Ленина, 100 // пер. Непроездной, 18а                            | Жилой дом |             | Памятник архитектуры           | 1911 г.                         | неизвестен                                          | дерево                | постановление АКЗС № 169 от 28.12.94                      |  |
| 96    | ул. Ленина, 103//ул. III Интернационала, 11                         | Жилой дом |             | Памятник архитектуры           | 1915 г.                         | неизвестен                                          | дерево                | решение крайисполкома № 108 от 24.03.89                   |  |
| 97    | ул. Ленина, 104, 104а // пер. Партизанский                          | Жилой дом |             | Памятник архитектуры           | 1911 г.                         | неизвестен                                          | дерево                | постановление АКЗС № 169 от 28.12.94                      |  |
| 98    | ул. Ленина, 110                                                     | Жилой дом |             | Памятник архитектуры           | 1904 г.                         | неизвестен                                          | дерево                | постановление АКЗС № 169 от 28.12.94                      |  |
| 99    | ул. Ленина, 111                                                     | Здание аптеки Горбунова                                                                                                  |             | Памятник архитектуры           | 1917 г.                         | неизвестен                                          | кирпич                | решение крайисполкома № 108 от 24.03.89                   |  |
| 100   | ул. Ленина, 115                                                     | Дом Осипова |             | Памятник архитектуры           | 1898 г.                         | неизвестен                                          | кирпич                | решение крайисполкома №108 от 24.03.89                    |  |
| 101   | ул. Ленина, 118                                                     | Жилой дом |             | Памятник архитектуры           | 1907 г.                         | неизвестен                                          | дерево                | постановление АКЗС № 169 от 28.12.94                      |  |
| 102   | ул. Ленина, 119, 119а // ул. Турусова                               | Жилой дом |             | Памятник архитектуры           | 1892 г.                         | неизвестен                                          | кирпич, дерево        | постановление АКЗС № 169 от 28.12.94                      |  |
| 103   | ул. Ленина, 133 // пер. Мопровский, 35                              | Жилой дом |             | Памятник архитектуры           | 1910 г.                         | неизвестен                                          | дерево                | постановление АКЗС № 169 от 28.12.94                      |  |
| 104   | ул. Ленина, 134 //ул. III Интернационала, 14                        | Комплекс: Усадьба Ассанова                                                                                               |             | Памятник архитектуры           | 1914 г.                         | неизвестен                                          | смешанный             | решение крайисполкома № 108 от 24.03.89                   |  |
| 105   | ул. Ленина, 134 // ул. III Интернационала, 14                       | Усадьба Ассанова: 1. Особняк                                                                                             |             | Памятник архитектуры           | 1914 г.                         | неизвестен                                          | кирпич                | решение крайисполкома № 108 от 24.03.89                   |  |
| 106   | ул. Ленина, 134 //ул. III Интернационала, 14                        | Усадьба Ассанова: 2. Беседка                                                                                             |             | Памятник архитектуры           | 1914 г.                         | неизвестен                                          | дерево                | решение крайисполкома № 108 от 24.03.89                   |  |
| 107   | ул. Ленина, 134//ул. III Интернационала, 14                         | Усадьба Ассанова: 3. Здание конюшни                                                                                      |             | Памятник архитектуры           | 1914 г.                         | Константин Лыгин                                    | кирпич                | решение крайисполкома №108 от 24.03.89                    |  |
| 108   | ул. Ленина, 134 //ул. III Интернационала, 14                        | Усадьба Ассанова: 4. Ограда                                                                                              |             | Памятник архитектуры           | 1914 г.                         | неизвестен                                          | кирпич                | решение крайисполкома №108 от 24.03.89                    |  |
| 109   | ул. Ленина, 140                                                     | Жилой дом |             | Памятник архитектуры           | 1901 г.                         | неизвестен                                          | кирпич                | постановление АКЗС № 169 от 28.12.94                      |  |
| 110   | ул. Ленина, 140а                                                    | Жилой дом |             | Памятник архитектуры           | б/д                             | неизвестен                                          | кирпич                | постановление АКЗС № 169 от 28.12.94                      |  |
| 111   | ул. Ленина, 144//ул. Кирова, 13                                     | Дом Бильмана |             | Памятник архитектуры           | 1905 г.                         | неизвестен                                          | кирпич                | решение крайисполкома №108 от 24.03.89                    |  |
| 112   | ул. Ленина, 162 //ул. Куйбышева, 125                                | Баня Гудкова |             | Памятник архитектуры           | 1898 г.                         | неизвестен                                          | кирпич                | постановление АКЗС № 169 от 28.12.94                      |  |
| 113   | ул. Ленина, 312                                                     | Дом Шипилова |             | Памятник архитектуры           | 1915 г.                         | неизвестен                                          | кирпич                | постановление АКЗС № 169 от 28.12.94                      |  |
| 114   | пос. Льнокомбинат (территория школы № 9)                            | Мемориал воинам-текстильщикам, павшим в годы Великой Отечественной войны (1941-1945 гг.)                                 |             | Памятник истории               | 1965 г.                         | В.В. Промахов                                       | бетон                 | постановление АКСНД № 94 от 02.04.2001                    |  |
| 115   | пос. Льнокомбинат (территория ДК)                                   | Скульптура "Памяти воинов-текстильщиков"                                                                                 |             | Памятник истории               | 1968 г.                         | неизвестен                                          | бетон                 | постановление АКСНД № 94 от 02.04.2001                    |  |
| 116   | Машзавод                                                            | Мемориальный комплекс в память о погибших в годы Великой Отечественной войны (1941 -1945 гг.)                            |             | Памятник истории               | 1968 г.                         | неизвестен                                          | бетон                 | постановление АКСНД № 94 от 02.04.2001                    |  |
| 117   | ул. Метелева, 55                                                    | Жилой дом |             | Памятник архитектуры           | 1910 г.                         | неизвестен                                          | дерево                | постановление АКЗС № 169 от 28.12.94                      |  |
| 118   | пер. Мопровский, 13                                                 | Жилой дом |             | Памятник архитектуры           | 1910 г.                         | неизвестен                                          | дерево                | постановление АКЗС № 169 от 28.12.94                      |  |
| 119   | пер. Муромцевский, 2                                                | Жилой дом |             | Памятник архитектуры           | 1898 г.                         | неизвестен                                          | кирпич                | постановление АКЗС № 169 от 28.12.94                      |  |
| 120   | пер. Муромцевский, 6                                                | Школа |             | Памятник архитектуры           | 1908 г.                         | неизвестен                                          | кирпич                | постановление АКЗС № 169 от 28.12.94                      |  |
| 121   | ул. Мухачева, 65                                                    | Жилой дом |             | Памятник архитектуры           | 1897 г.                         | неизвестен                                          | дерево                | постановление АКЗС № 169 от 28.12.94                      |  |
| 122   | ул. Мухачева, 84                                                    | Жилой дом |             | Памятник архитектуры           | 1891 г.                         | неизвестен                                          | дерево                | постановление АКЗС № 169 от 28.12.94                      |  |
| 123   | ул. Мухачева, 87                                                    | Жилой дом |             | Памятник архитектуры           | 1907 г.                         | неизвестен                                          | кирпич                | постановление АКЗС № 169 от 28.12.94                      |  |
| 124   | ул. Мухачева, 90                                                    | Жилой дом |             | Памятник архитектуры           | 1907 г.                         | неизвестен                                          | кирпич                | постановление АКЗС № 169 от 28.12.94                      |  |
| 125   | ул. Мухачева, 98                                                    | Жилой дом |             | Памятник архитектуры           | 1895 г.                         | неизвестен                                          | кирпич                | постановление АКЗС № 169 от 28.12.94                      |  |
| 126   | ул. Мухачева, 98а                                                   | Жилой дом |             | Памятник архитектуры           | 1915 г.                         | неизвестен                                          | кирпич                | постановление АКЗС № 169 от 28.12.94                      |  |
| 127   | ул. Мухачева, 108                                                   | Жилой дом |             | Памятник архитектуры           | 1907 г.                         | неизвестен                                          | дерево                | постановление АКЗС № 169 от 28.12.94                      |  |
| 128   | ул. Мухачева, 120// ул. Турусова, 43                                | Жилой дом |             | Памятник архитектуры           | 1902 г.                         | неизвестен                                          | дерево                | постановление АКЗС № 169 от 28.12.94                      |  |
| 129   | ул. Мухачева, 132// пер. Телеграфный, 45                            | Жилой дом |             | Памятник архитектуры           | 1909 г.                         | неизвестен                                          | дерево                | постановление АКЗС № 169 от 28.12.94                      |  |
| 130   | ул. Мухачева, 154                                                   | Жилой дом |             | Памятник архитектуры           | 1900 г.                         | неизвестен                                          | дерево                | постановление АКЗС № 169 от 28.12.94                      |  |
| 131   | ул. Мухачева, 168                                                   | Жилой дом |             | Памятник архитектуры           | 1901 г.                         | неизвестен                                          | дерево                | постановление АКЗС № 169 от 28.12.94                      |  |
| 132   | ул. Набережная, 4                                                   | Жилой дом |             | Памятник архитектуры           | 1899 г.                         | неизвестен                                          | дерево                | постановление АКЗС № 169 от 28.12.94                      |  |
| 133   | ул. Набережная, 6                                                   | Дом Беспалова |             | Памятник архитектуры           | 1900 г.                         | неизвестен                                          | дерево                | постановление АКЗС № 169 от 28.12.94                      |  |
| 134   | ул. Набережная, 11                                                  | Жилой дом |             | Памятник архитектуры           | 1912 г.                         | неизвестен                                          | дерево                | постановление АКЗС № 169 от 28.12.94                      |  |
| 135   | ул. Набережная, 14                                                  | Дом Мезенцева |             | Памятник архитектуры           | 1893 г.                         | неизвестен                                          | дерево                | постановление АКЗС № 169 от 28.12.94                      |  |
| 136   | Нагорное кладбище                                                   | Братская могила 34 красногвардейцев и членов Совдепа, расстрелянных колчаковцами                                         |             | Памятник истории               | 1918 г.                         | неизвестен                                          | кирпич                | решение крайисполкома № 126 от 12.03.59                   |  |
| 137   | Нагорное кладбище                                                   | Братская могила 5 подпольщиков                                                                                           |             | Памятник истории               | б/д                             | И.В. Субботин                                       | кирпич                | решение крайисполкома №126 от 12.03.59                    |  |
| 138   | Нагорное кладбище                                                   | Братская могила венгров-интернационалистов, погибших от рук белогвардейцев (обелиск)                                     |             | Памятник истории               | 1918 г.                         | неизвестен                                          | кирпич                | решение крайисполкома №108 от 24.03.89                    |  |
| 139   | Нагорное кладбище                                                   | Могила Малетина Галактиона Дмитриевича - комиссара просвещения г. Бийска                                                 |             | Памятник истории               | 1918 г.                         | неизвестен                                          | кирпич                | решение крайисполкома № 108 от 24.03.89                   |  |
| 140   | ул. Озерная, 3                                                      | Дом Васенева А.Д. |             | Памятник архитектуры           | б/д                             | неизвестен                                          | дерево                | постановление АКЗС № 169 от 28.12.94                      |  |
| 141   | ул. Октябрьская, 9 // ул. Урицкого, 13                              | Жилой дом |             | Памятник архитектуры           | 1895 г.                         | неизвестен                                          | дерево                | постановление АКЗС № 169 от 28.12.94                      |  |
| 142   | ул. Октябрьская, 14                                                 | Дом Кузнецова |             | Памятник архитектуры           | 1904 г.                         | неизвестен                                          | дерево                | постановление АКЗС № 169 от 28.12.94                      |  |
| 143   | ул. Октябрьская, 15 //пер. Осводовский                              | Гостиница "Московское подворье"                                                                                          |             | Памятник архитектуры           | 1901 г.                         | неизвестен                                          | кирпич, дерево        | постановление АКЗС № 169 от 28.12.94                      |  |
| 144   | ул. Октябрьская, 17                                                 | Приходская школа |             | Памятник архитектуры           | 1903 г.                         | неизвестен                                          | дерево                | постановление АКЗС № 169 от 28.12.94                      |  |
| 145   | ул. Октябрьская, 21                                                 | Здание добровольного пожарного общества                                                                                  |             | Памятник архитектуры           | 1902 г.                         | неизвестен                                          | кирпич                | постановление АКЗС № 169 от 28.12.94                      |  |
| 146   | ул. Октябрьская, 31 // пер. Коммунарский, 8                         | Дом жилой |             | Памятник архитектуры           | начало XX в.                    | неизвестен                                          | смешанный             | решение крайисполкома №327 от 21.08.90                    |  |
| 147   | ул. Октябрьская, 40                                                 | Жилой дом |             | Памятник архитектуры           | 1900 г.                         | неизвестен                                          | дерево                | постановление АКЗС № 169 от 28.12.94                      |  |
| 148   | ул. Октябрьская, 48 // пер. Глухой, 5                               | Жилой дом |             | Памятник архитектуры           | 1910 г.                         | неизвестен                                          | дерево                | постановление АКЗС № 169 от 28.12.94                      |  |
| 149   | ул. Октябрьская, 51                                                 | Жилой дом |             | Памятник архитектуры           | 1903 г.                         | неизвестен                                          | дерево                | постановление АКЗС № 169 от 28.12.94                      |  |
| 150   | ул. Октябрьская, 62                                                 | Жилой дом |             | Памятник архитектуры           | 1905 г.                         | неизвестен                                          | дерево                | постановление АКЗС № 169 от 28.12.94                      |  |
| 151   | ул. Октябрьская, 66                                                 | Жилой дом |             | Памятник архитектуры           | 1910 г.                         | неизвестен                                          | дерево                | постановление АКЗС №. 169 от 28.12.94                     |  |
| 152   | пер. Почтовый, 10                                                   | Жилой дом |             | Памятник архитектуры           | 1910 г.                         | неизвестен                                          | кирпич, дерево        | постановление АКЗС № 169 от 28.12.94                      |  |
| 153   | ул. Радищева (напротив школы № 18)                                  | Мемориальный комплекс "Они сражались за Родину" в память о погибших в годы Великой Отечественной войны (1941-1945 гг.)   |             | Памятник истории               | 1988 г.                         | неизвестен                                          | сталь                 | постановление АКСНД № 94 от 02.04.2001                    |  |
| 154   | ул. Сенная, 72                                                      | Жилой дом |             | Памятник архитектуры           | 1913 г.                         | неизвестен                                          | дерево                | постановление АКЗС № 169 от 28.12.94                      |  |
| 155   | ул. Сенная, 78                                                      | Жилой дом |             | Памятник архитектуры           | 1904 г.                         | неизвестен                                          | кирпич                | постановление АКЗС № 169 от 28.12.94                      |  |
| 156   | ул. Сенная, 82//ул. Туру сова, 44                                   | Жилой дом |             | Памятник архитектуры           | 1902 г.                         | неизвестен                                          | дерево                | постановление АКЗС № 169 от 28.12.94                      |  |
| 157   | ПО "Сибприбормаш"                                                   | Мемориальная композиция "В честь 40-летия Победы"                                                                        |             | Памятник истории               | 1985 г.                         | В.М. Купцов, Р.И. Болотова В.В. Борин, Б.Д. Шипунов | мрамор                | постановление АКСНД № 94 от 02.04.2001                    |  |
| 158   | Сквер Фомченко К. И.                                                | Обелиск на месте захоронения К.И. Фомченко                                                                               |             | Памятник истории               | 1957 г.                         | неизвестен                                          | кирпич                | решение крайисполкома № 420 от 12.09.91                   |  |
| 159   | ул. Советская, 1а                                                   | Эпектростанция Морозовой Е.Г.                                                                                            |             | Памятник архитектуры           | 1899 г.                         | неизвестен                                          | кирпич                | постановление АКЗС № 169 от 28.12.94                      |  |
| 160   | ул. Советская, 3                                                    | Образец застройки улицы: Торговый дом Сычевых                                                                            |             | Памятник архитектуры           | 1880, 1910 гг.                  | неизвестен                                          | кирпич                | решение крайисполкома № 108 от 24.03.89                   |  |
| 160.1 | ул. Советская, 3                                                    | Мемориальная доска с надписью "Здесь в 1917 году помещалось бюро Бийской организации РКП(б)"                             |             | Памятник истории               | 1917-1918 гг.                   | неизвестен                                          | кирпич                | решение крайисполкома № 962 от 20.12.49                   |  |
| 162   | ул. Советская, 4 // ул. Двойных, 2                                  | Торговый дом Гилева |             | Памятник архитектуры           | 1865 г.                         | неизвестен                                          | кирпич                | решение крайисполкома №108 от 24.03.89                    |  |
| 163   | ул. Советская, 4а                                                   | Торговый дом Игнатьева                                                                                                   |             | Памятник архитектуры           | 1914 г.                         | неизвестен                                          | кирпич                | решение крайисполкома №108 от 24.03.89                    |  |
| 164   | ул. Советская, 5                                                    | Сибирский торговый банк                                                                                                  |             | Памятник архитектуры           | 1890 г.                         | неизвестен                                          | кирпич                | решение крайисполкома № 108 от 24.03.89                   |  |
| 165   | ул. Советская, 6                                                    | Дом Рождественского |             | Памятник архитектуры           | 1881 г.                         | неизвестен                                          | кирпич                | решение крайисполкома №108 от 24.03.89                    |  |
| 166   | ул. Советская, 7                                                    | Дом Морозовой |             | Памятник архитектуры           | 1894 г.                         | неизвестен                                          | кирпич                | постановление АКЗС № 169 от 28.12.94                      |  |
| 167   | ул. Советская, 8                                                    | Торговый дом Ивановой |             | Памятник архитектуры           | 1910 г.                         | неизвестен                                          | кирпич                | решение крайисполкома №108 от 24.03.89                    |  |
| 168   | ул. Советская, 9                                                    | Николаевская гимназия |             | Памятник архитектуры           | 1906 г.                         | неизвестен                                          | кирпич                | решение крайисполкома №108 от 24.03.89                    |  |
| 169   | ул. Советская, 11                                                   | Реальное училище им. А.С. Пушкина                                                                                        |             | Памятник архитектуры           | 1902 г.                         | неизвестен                                          | кирпич                | решение крайисполкома №108 от 24.03.89                    |  |
| 170   | ул. Советская, 13                                                   | Успенский собор |             | Памятник архитектуры           | 2-я половина XIX в.             | неизвестен                                          | кирпич                | решение крайисполкома № 327 от 21.08.90                   |  |
| 171   | ул. Советская, 14// пер. Мопровский, 25                             | Дом Михельсона |             | Памятник архитектуры           | 1898 г.                         | неизвестен                                          | кирпич                | постановление АКЗС № 169 от 28.12.94                      |  |
| 172   | ул. Советская, 15                                                   | Дом Кашина |             | Памятник архитектуры           | 1895 г.                         | неизвестен                                          | кирпич                | решение крайисполкома №108 от 24.03.89                    |  |
| 173   | ул. Советская, 18                                                   | Дом Зенковых |             | Памятник архитектуры           | 1902 г.                         | неизвестен                                          | кирпич                | решение крайисполкома №108 от 24.03.89                    |  |
| 174   | ул. Советская, 18а                                                  | Дом Гусевых |             | Памятник архитектуры           | 1896 г.                         | неизвестен                                          | кирпич, дерево        | решение крайисполкома №108 от 24.03.89                    |  |
| 175   | ул. Советская, 20                                                   | Жилой дом |             | Памятник архитектуры           | 1904 г.                         | неизвестен                                          | кирпич, дерево        | постановление АКЗС № 169 от 28.12.94                      |  |
| 176   | ул. Советская, 21                                                   | Дом Иванова |             | Памятник архитектуры           | конец XIX в.                    | неизвестен                                          | кирпич                | решение крайисполкома №108 от 24.03.89                    |  |
| 177   | ул. Советская, 21а                                                  | Здание общественного городского собрания                                                                                 |             | Памятник архитектуры           | 1882 г.                         | неизвестен                                          | кирпич                | решение крайисполкома №108 от 24.03.89                    |  |
| 178   | ул. Советская, 22                                                   | Жилой дом |             | Памятник архитектуры           | 1915г.                          | неизвестен                                          | кирпич                | постановление АКЗС № 169 от 28.12.94                      |  |
| 179   | ул. Советская, 25                                                   | Народный дом |             | Памятник архитектуры           | 1914 г.                         | И.Ф. Носович                                        | кирпич                | решение крайисполкома № 108 от 24.03.89                   |  |
| 180   | Ул. Советская, 25 (сквер памяти героев Великой Отечественной войны) | Мемориальный комплекс воинам-бийчанам, погибшим в годы Великой Отечественной войны (1941-1945 гг.)                       |             | Памятник истории               | 1968                            | Н.Н. Мотовилов, Ю.И. Гребенников, СМТ-122           | бетон, мрамор, медь   | Постановление АКСНД № 94 от 02.04.2001                    |  |
| 181   | ул. Советская, 26                                                   | Дом Кузнецова |             | Памятник архитектуры           | 1904 г.                         | неизвестен                                          | дерево                | постановление АКЗС № 169 от 28.12.94                      |  |
| 182   | ул. Советская, 30 // пер. Гилева                                    | Дом Васеневых |             | Памятник архитектуры           | 1900 г.                         | неизвестен                                          | кирпич                | решение крайисполкома № 108 от 24.03.89                   |  |
| 183   | ул. Советская, 34                                                   | Дом Мезенцева |             | Памятник архитектуры           | 1910 г.                         | неизвестен                                          | кирпич                | постановление АКЗС № 169 от 28.12.94                      |  |
| 184   | ул. Советская, 42 // пер. Коммунарский                              | Дом Варвинских |             | Памятник архитектуры           | 1911 г.                         | неизвестен                                          | кирпич                | решение крайисполкома №108 от 24.03.89                    |  |
| 185   | пер. Телеграфный, 2, 3                                              | Склады |             | Памятник архитектуры           | 1910 г.                         | неизвестен                                          | кирпич                | постановление АКЗС № 169 от 28.12.94                      |  |
| 186   | пер. Телеграфный, 11                                                | Жилой дом |             | Памятник архитектуры           | 1904 г.                         | неизвестен                                          | дерево                | постановление АКЗС № 169 от 28.12.94                      |  |
| 187   | ул. Толстого, 98 // пер. Индустриальный, 9                          | Жилой дом |             | Памятник архитектуры           | 1905 г.                         | неизвестен                                          | дерево                | постановление АКЗС № 169 от 28.12.94                      |  |
| 188   | ул. Толстого, 99                                                    | Здание богадельни |             | Памятник архитектуры           | 1910 г.                         | неизвестен                                          | кирпич                | решение крайисполкома № 108 от 24.03.89                   |  |
| 189   | ул. Толстого, 101 // пер. Фомченко, 7                               | Усадьба Татарниковой: Жилой дом                                                                                          |             | Памятник архитектуры           | 1911 г.                         | неизвестен                                          | дерево                | решение крайисполкома № 108 от 24.03.89                   |  |
| 190   | ул. Толстого, 101а                                                  | Дом Татарникова |             | Памятник архитектуры           | 1915 г.                         | неизвестен                                          | кирпич                | решение крайисполкома № 108 от 24.03.89                   |  |
| 191   | ул. Толстого, 103                                                   | Дом Кузнецова |             | Памятник архитектуры           | 1887 г.                         | неизвестен                                          | кирпич                | постановление АКЗС № 169 от 28.12.94                      |  |
| 192   | ул. Толстого, 119// ул. Двойных, 5                                  | Пассаж Клевцова |             | Памятник архитектуры           | 1890 г.                         | неизвестен                                          | кирпич                | решение крайисполкома № 108 от 24.03.89                   |  |
| 193   | ул. Толстого, 128                                                   | Дом Рыбакова |             | Памятник архитектуры           | 1906 г.                         | неизвестен                                          | дерево                | решение крайисполкома № 108 от 24.03.89                   |  |
| 194   | ул. Толстого, 132 // пер. Фомченко, 9, 9а                           | Жилой дом |             | Памятник архитектуры           | 1911 г.                         | неизвестен                                          | дерево                | постановление АКЗС № 169 от 28.12.94                      |  |
| 195   | ул. Толстого, 133                                                   | Дом Ерина |             | Памятник архитектуры           | 1910 г.                         | неизвестен                                          | кирпич                | решение крайисполкома №108 от 24.03.89                    |  |
| 195.1 | ул. Л. Толстого, 133                                                | Мемориальная доска с надписью "Здесь в 1917 году помещался штаб партизанских отрядов"                                    |             | Памятник истории               | 1919 г.                         | неизвестен                                          | кирпич                | решение крайисполкома № 962 от 20.12.49                   |  |
| 196   | ул. Толстого, 136а// ул. III Интернационала, 8                      | Дом Причтина |             | Памятник архитектуры           | 1910 г.                         | неизвестен                                          | кирпич                | решение крайисполкома № 108 от 24.03.89                   |  |
| 197   | ул. Толстого, 140                                                   | Жилой дом |             | Памятник архитектуры           | 1889 г.                         | неизвестен                                          | кирпич                | постановление АКЗС № 169 от 28.12.94                      |  |
| 198   | ул. Толстого, 141 // ул. Розы Люксембург, 3                         | Здание мужской гимназии и дома П. Копылова (с переходом)                                                                 |             | Памятник архитектуры           | 1902 г.                         | неизвестен                                          | кирпич                | постановление АКЗС № 169 от 28.12.94                      |  |
| 199   | ул. Толстого, 142 // ул. Кирова, 10                                 | Номера Федорова |             | Памятник архитектуры           | 1899                            | неизвестен                                          | дерево                | постановление АКЗС № 169 от 28.12.94                      |  |
| 200   | ул. Толстого, 143 // пер. Гилева, 20                                | Дом Мальцевых |             | Памятник архитектуры           | 1912                            | неизвестен                                          | дерево                | решение крайисполкома №108 от 24.03.89                    |  |
| 201   | ул. Толстого, 144 // ул. Кирова, 7                                  | Пассаж Второва |             | Памятник архитектуры           | 1907                            | неизвестен                                          | кирпич                | решение крайисполкома № 108 от 24.03.89                   |  |
| 201.1 | ул. Л. Толстого, 144 // ул. Кирова, 7                               | Здание, при строительстве которого в августе 1905 г. состоялась забастовка строителей-рабочих                            |             | Памятник истории               | август 1905                     | неизвестен                                          | кирпич                | решение крайисполкома № 244 от 07.06.74 г.                |  |
| 202   | ул. Толстого, 146// пер. Двойных, 2                                 | Пассаж Фирсова |             | Памятник архитектуры           | 1907                            | неизвестен                                          | кирпич                | решение крайисполкома № 108 от 24.03.89                   |  |
| 203   | ул. Толстого, 148 // пер. Двойных, 9                                | Дом Мальцевых |             | Памятник архитектуры           | 1903                            | неизвестен                                          | кирпич                | постановление АКЗС № 169 от 28.12.94                      |  |
| 204   | ул. Толстого, 150 // ул. Турусова, 10                               | Дом А.А. Осипова |             | Памятник архитектуры           | 1897                            | неизвестен                                          | кирпич                | постановление АКЗС № 169 от 28.12.94                      |  |
| 205   | ул. Толстого, 162 // пер. МопровскиЙ, 33                            | Особняк Зотеева |             | Памятник архитектуры           | начало XX в.                    | неизвестен                                          | кирпич                | решение крайисполкома №327 от 21.08.90                    |  |
| 206   | ул. Толстого, 168 // ул. Урицкого, 22                               | Дом Осипова |             | Памятник архитектуры           | 1911                            | неизвестен                                          | дерево                | решение крайисполкома № 108 от 24.03.89                   |  |
| 207   | ул. Толстого, 182                                                   | Дом Осипова |             | Памятник архитектуры           | 1909                            | неизвестен                                          | дерево                | решение крайисполкома № 108 от 24.03.89                   |  |
| 208   | ул. III Интернационала, 9                                           | Жилой дом наследников Измайловых                                                                                         |             | Памятник архитектуры           | конец XIX в.                    | неизвестен                                          | кирпич                | решение крайисполкома №327 от 21.08.90                    |  |
| 209   | ул. Тургенева, 105                                                  | Дача купца Макарова |             | Памятник архитектуры           | 1910 г.                         | неизвестен                                          | дерево                | постановление АКЗС № 169 от 28.12.94                      |  |
| 210   | ул. Турусова, 17                                                    | Дом Хакина |             | Памятник архитектуры           | 1910 г.                         | неизвестен                                          | кирпич                | постановление АКЗС № 169 от 28.12.94                      |  |
| 211   | ул. Турусова, 23                                                    | Жилой дом |             | Памятник архитектуры           | начало XX в.                    | неизвестен                                          | кирпич                | постановление АКЗС № 169 от 28.12.94                      |  |
| 212   | ул. Урицкого, 14                                                    | Жилой дом |             | Памятник архитектуры           | 1908 г.                         | неизвестен                                          | дерево                | постановление АКЗС № 169 от 28.12.94                      |  |
| 213"  | ул. Урицкого, 26                                                    | Дом Лебедевой |             | Памятник архитектуры           | 1910 г.                         | неизвестен                                          | кирпич                | постановление АКЗС № 169 от 28.12.94                      |  |
| 214   | ул. Фомченко, 1 // Динамовская, 2                                   | Дом Ерина |             | Памятник архитектуры           | 1910 г.                         | неизвестен                                          | дерево                | постановление АКЗС № 169 от 28.12.94                      |  |
| 215   | ул. Фомченко, 14                                                    | Жилой дом |             | Памятник архитектуры           | начало XX в.                    | неизвестен                                          | дерево                | постановление АКЗС № 169 от 28.12.94                      |  |
| 216   | ул. Фомченко, 20                                                    | Жилой дом |             | Памятник архитектуры           | 1901 г.                         | неизвестен                                          | дерево                | постановление АКЗС № 169 от 28.12.94                      |  |
| 217   | центр города, сквер напротив городского парка                       | Две чугунные пушки на постаменте                                                                                         |             | Памятник истории               | начало XVIII в.                 | неизвестен                                          | чугун                 | решение крайисполкома № 962 от 20.12.49                   |  |
| 218   | ул. Чкалова, 3                                                      | Жилой дом |             | Памятник архитектуры           | 1892 г.                         | неизвестен                                          | кирпич                | постановление АКЗС № 169 от 28.12.94                      |  |
| 219   | ул. Чкалова, 17                                                     | Жилой дом |             | Памятник архитектуры           | 1910 г.                         | неизвестен                                          | дерево                | постановление АКЗС № 169 от 28.12.94                      |  |
| 220   | ул. Чкалова, 19//пер. Театральный, 15                               | Дом Чендековой |             | Памятник архитектуры           | начало XX в.                    | неизвестен                                          | дерево                | решение крайисполкома № 327 от 21.08.90                   |  |
| 221   | ул. Чкалова, 20                                                     | Жилой дом |             | Памятник архитектуры           | 1908 г.                         | неизвестен                                          | дерево                | постановление АКЗС № 169 от 28.12.94                      |  |
| 222   | ул. Чкалова, 23                                                     | Жилой дом |             | Памятник архитектуры           | 1904 г.                         | неизвестен                                          | дерево                | постановление АКЗС № 169 от 28.12.94                      |  |
| 223   | ул. Чкалова, 25 // пер. Почтовый, 13                                | Жилой дом |             | Памятник архитектуры           | начало XX в.                    | неизвестен                                          | кирпич, дерево        | постановление АКЗС № 169 от 28.12.94                      |  |
| 224   | ул. Чкалова, 26                                                     | Жилой дом |             | Памятник архитектуры           | 1903 г.                         | неизвестен                                          | дерево                | постановление АКЗС № 169 от 28.12.94                      |  |
| 225   | ул. Чкалова, 26а                                                    | Жилой дом |             | Памятник архитектуры           | 1901 г.                         | неизвестен                                          | дерево                | постановление АКЗС № 169 от 28.12.94                      |  |
| 226   | ул. Чкалова, 30                                                     | Жилой дом |             | Памятник архитектуры           | 1903 г.                         | неизвестен                                          | кирпич                | постановление АКЗС № 169 от 28.12.94                      |  |
| 227   | ул. Шевченко, 32                                                    | Жилой дом |             | Памятник архитектуры           | 1910 г.                         | неизвестен                                          | кирпич, дерево        | постановление АКЗС № 169 от 28.12.94                      |  |
| 228   | школа № 7                                                           | Мемориал в память учеников школы № 7, погибших в годы Великой Отечественной войны (1941-1945 гг.)                        |             | Памятник истории               | 1967 г.                         | Л.А. Шорохов                                        | бетон, мрамор         | постановление АКСНД № 94 от 02.04.2001                    |  |
| 229   | школа № 31                                                          | Бюст Героя Советского Союза А.В. Спекова                                                                                 |             | Памятник истории               | 1965 г.                         | неизвестен                                          | гипс                  | постановление АКСНД № 94 от 02.04.2001                    |  |
| 230   | школа № 41                                                          | Памятник воинам 15 Гвардейской Мозырской Краснознаменной ордена Суворова кавалерийской дивизии, погибшим в 1941-1945 гг. |             | Памятник истории               | 1965 г.                         | А.С. Медведев, Н.А. Кадиков, И.Н. Стародубцев       | бетон, гипс           | постановление АКСНД № 94 от 02.04.2001                    |  |